# Municipio de Bloomington City
El municipio de Bloomington City (en inglés: Bloomington City Township) es un municipio ubicado en el condado de McLean en el estado estadounidense de Illinois. En el año 2010 tenía una población de 76610 habitantes y una densidad poblacional de 1.086,44 personas por km².

## Geografía
El municipio de Bloomington City se encuentra ubicado en las coordenadas 40°28′33″N 88°58′12″O / 40.47583, -88.97000. Según la Oficina del Censo de los Estados Unidos, el municipio tiene una superficie total de 70.52 km², de la cual 70.49 km² corresponden a tierra firme y (0.03%) 0.02 km² es agua.

## Demografía
Según el censo de 2010, había 76610 personas residiendo en el municipio de Bloomington City. La densidad de población era de 1.086,44 hab./km². De los 76610 habitantes, el municipio de Bloomington City estaba compuesto por el 77.47% blancos, el 10.14% eran afroamericanos, el 0.3% eran amerindios, el 6.97% eran asiáticos, el 0.04% eran isleños del Pacífico, el 2.18% eran de otras razas y el 2.9% pertenecían a dos o más razas. Del total de la población el 5.62% eran hispanos o latinos de cualquier raza.